# دره کارباخال
دره کارباخال (اسپانیایی: Valle Carbajal‎) دره‌ای در کوه‌های آند در جنوب استان تیرا دل فوئگو آرژانتین است. دره کارباخال ۲۰ کیلومتر طول دارد که از غرب به شرق کشیده شده و بین دو رشته‌کوه آلویار در شمال و وینسیگرا در جنوب تشکیل شده است. ارتفاع قله‌های آند در این قسمت تا ۱۲۵۰ متر بالاتر از سطح دریا است. جاده ملی شماره ۳ آرژانتین به صورت مورب از طریق اوسوایا و در امتداد ریو اولیویا و کوهپایه غربی کوه اولیویا و کوه‌پایه شمال‌غربی و شمالی کوه سینکو هرمانوس امتداد دارد.